# فیدنتزا
فیدنتزا (به ایتالیایی: Fidenza) یک کومونه در ایتالیا است که در استان پارما واقع شده‌است.

## خصوصیات
فیدنتزا ۹۵ کیلومترمربع مساحت و ۲۶٬۴۶۸ نفر جمعیت دارد و ۷۵ متر بالاتر از سطح دریا واقع شده‌است.

## خواهرخوانده
شهرهای هرنبرگ و سیسترون خواهرخوانده‌های فیدنتزا هستند.